# Márgáo
Márgáo vagy Margáon (Konkáni/maráthi: मडगांव, portugál: Margão, angol: Margao vagy Madgaon) város Indiában, Goa államban. Goa kereskedelmi és kulturális központja és egyik legnagyobb városa. Lakossága 106 ezer fő volt 2011-ben.
A nyüzsgő város a körzet hal- és mezőgazdasági termékeinek legfontosabb kereskedelmi centruma, egyben Dél-Goa adminisztratív központja. A közeli Kólvá (Colva) Goa déli részének legkiépítettebb tengerpartja, amely látogatók hatalmas tömegét vonzza. 

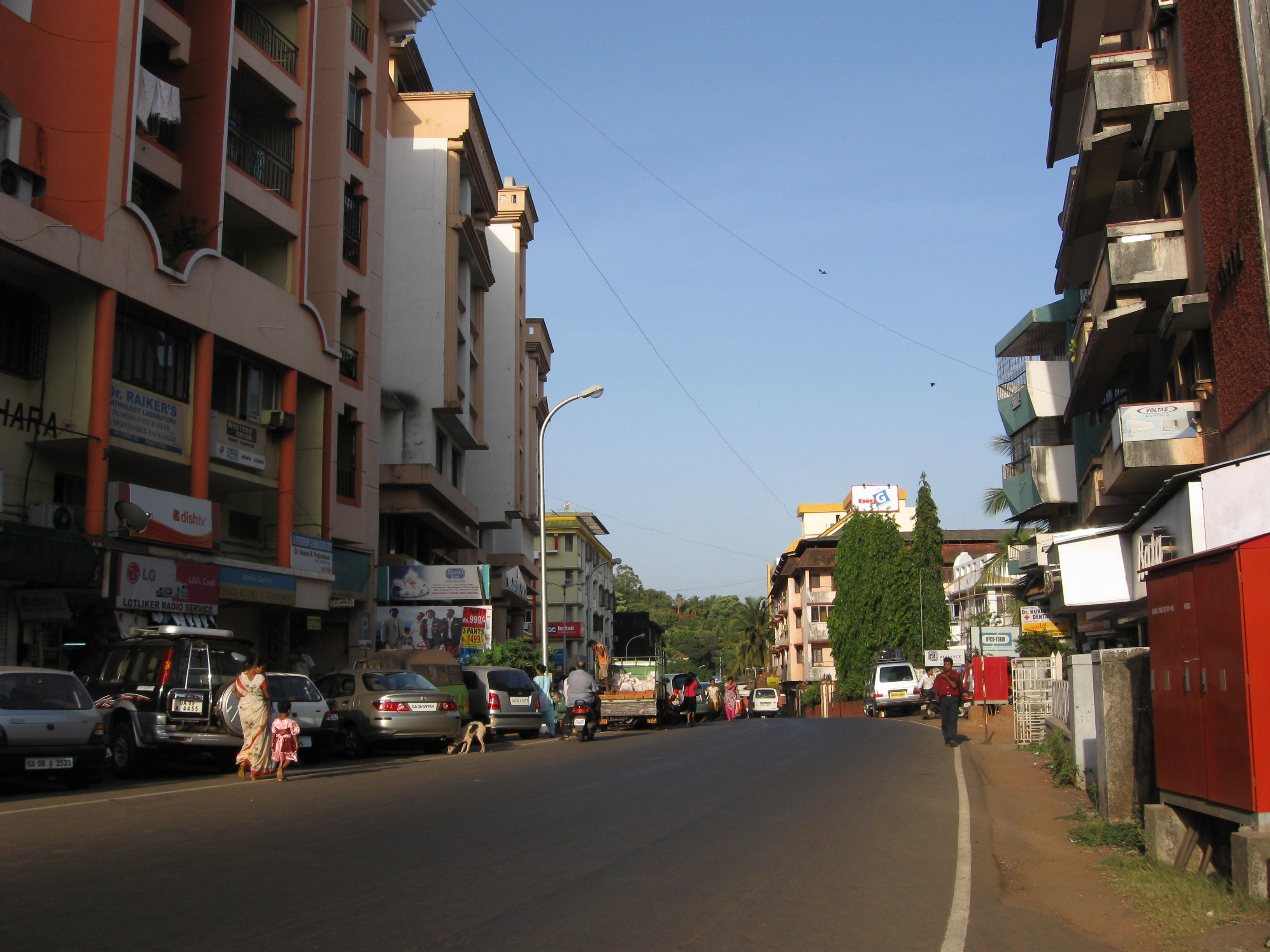
Utcakép a városban

## Fordítás
- Ez a szócikk részben vagy egészben  a   Margao című angol Wikipédia-szócikk fordításán alapul.  Az eredeti cikk szerkesztőit annak laptörténete sorolja fel. Ez a jelzés csupán a megfogalmazás eredetét és a szerzői jogokat jelzi, nem szolgál a cikkben szereplő információk forrásmegjelöléseként.
- Ez a szócikk részben vagy egészben  a   Margao című német Wikipédia-szócikk fordításán alapul.  Az eredeti cikk szerkesztőit annak laptörténete sorolja fel. Ez a jelzés csupán a megfogalmazás eredetét és a szerzői jogokat jelzi, nem szolgál a cikkben szereplő információk forrásmegjelöléseként.